# Тер'є Руд-Ларсен
Тер'є Ред-Ларсен (норв. Terje Rød-Larsen; нар. 22 листопада 1947, Берген) — норвезький соціолог, дипломат, політик. Зробив вагомий внесок у процес мирних переговорів на Близькому Сході.
У 1993 році — міністр закордонних справ Норвегії, призначений посланником і спеціальним радником для близькосхідного мирного процесу. З середини 1994 він працював спеціальним координатором Організації Об'єднаних Націй у справах окупованих територій. У наступні роки він займав ряд інших важливих позицій, зокрема, у рамках ООН, а з січня 2005 року керує Міжнародним інститутом миру, розташованим у Нью-Йорку.